# Distrito de Zomba
El distrito de Zomba es uno de los veintisiete distritos de Malaui y uno de los doce de la Región del Sur. Cubre un área de 2.580 km² y alberga una población de 746 724 personas. La capital es Zomba.
- Datos: Q1058442